# Класа 470
Класа 470 је класа једрилица за два пилота са трапезом и спинакером. Ову врсту једрилица је креирао Француз Андре Корну 1963.   
Класа 470 је олимпијска дисциплина од Олимпијских игара 1976, а раздвојена је на мушко и женско такмичење од 1988. Трке у овој класи се одржавају током неколико дана.  